# Jovialität
Die Jovialität (von lateinisch Iovialis, zu Jupiter gehörend und französisch jovialité) bedeutet Entgegenkommen oder Gnade. Das Adjektiv jovial beschreibt ein im Umgang mit niedriger Stehenden betont wohlwollendes Verhalten. Synonyme von „jovial“ sind „gnädig“, „leutselig“ und „gönnerhaft“.
Aus dem Standpunkt einer Überlegenheit und Stärke kann die joviale Person einem niedriger Gestellten, etwa einem Untergebenen, mit Wohlwollen („familiär“, „schulterklopfend“) entgegentreten. Frauen gegenüber galt Jovialität nur bei großen Rangabständen als angebracht. Sie bedarf überhaupt des Taktgefühls. Freundliche Herablassung hochgestellter Frauen nahm andere Züge an und wurde eher als „gütig“ bezeichnet. Im Zuge der Geschlechteremanzipation können sich heute auch Frauen in den entsprechenden Positionen jovial geben.
Taktisch eingesetzte („aufgesetzte“) Jovialität soll meistens über die wahren Absichten, Machtverhältnisse, Besitz- und Klassenunterschiede hinwegtäuschen. Jovialität kommt als taktisches Instrument u. a. bei religiöser Missionierung eine herausragende Bedeutung zu, um eine Basis für das Missionsgespräch auf Augenhöhe herzustellen.
Jovialität endet oft schnell, wenn die Zielperson gekränkt oder in gleicher Art reagiert oder wenn sich die joviale Person ihrer Überlegenheit nicht mehr sicher ist.

## Begriffsherkunft
Das seit dem 18. Jahrhundert bezeugte Adjektiv steht für älteres „jovialisch“ (16. Jahrhundert), das mit entsprechend frz. jovial und it. gioviale auf lat. Iovialis „zu Jupiter (lat. auch Iovis) gehörend“ zurückgeht. Für die Bedeutungsübertragung ist die mittelalterliche Astrologie verantwortlich, die den nach dem römischen Göttervater benannten Planeten Jupiter als Ursache für menschliche Fröhlichkeit und Heiterkeit ansah und danach den Heiteren mit iovialis, den im Sternbild des Planeten Jupiter Geborenen, bezeichnete.